# Valentin Lupașcu
Valentin Lupașcu (Ratuș, 18 novembre 1975) è un ex calciatore moldavo, di ruolo centrocampista.